# Stolnica v Valenciji
Metropolitanska stolnica, bazilika Marijinega vnebovzetja Marije Valencijske (špansko: Iglesia Catedral-Basílica Metropolitana de la Asunción de Nuestra Señora de Valencia, valencijski: Església Catedral-Basílica Metropolitana de l'Assumpció de la Nostra Senyora de Valencia), alternativno znana kot Marijina stolnica ali stolnica v Valenciji, je župnijska rimskokatoliška cerkev v Valenciji v Španiji. Posvečena je bila leta 1238, s strani prvega škofa Valencije po rekonkvisti, Pere d'Albalata, nadškof Tarragona in je bila posvečena Sveti Mariji s sklepom Jakoba I. Osvajalca. Zgrajena je bila na mestu nekdanje Vizigotske stolnice, ki je bila pod Mavri spremenjena v mošejo. Gotska arhitektura, v katalonski ali sredozemski različici, je prevladujoč slog v tej stolnici, čeprav vsebuje tudi romanske, elemente francoske gotike, renesanse, baroka in neo-klasične elemente.
Eden od domnevnih svetih kelihov na svetu je v eni od kapel te stolnice; ta kelih iz ahata naj bi bil kot pravi sveti gral; res, večina krščanskih zgodovinarjev po vsem svetu izjavlja, da vsi njihovi dokazi kažejo na to, da je kelih iz Valencije najverjetnejši kandidat tistega, ki so ga uporabljali pri zadnji večerji. To je bil uradni papeški kelih za več papežev in mnogi drugi, nazadnje ga je uporabil 9. julija 2006 papež Benedikt XVI.. Ta kelih iz 1. stoletja je dal v stolnico kralj Alfonz V. Aragonski leta 1436, prispel naj bi iz Jeruzalema preko samostana San Juan de la Peña v Aragoniji.
Stolnica vsebuje številne slike iz 15. stoletja, nekaterih lokalnih umetnikov (kot Jacomart), drugi umetniki iz Rima, ki so delali za valencijskega papeža Aleksandra VI., ko je bil še kardinal, je vložila zahtevo za povzdignjenje stolnice v status metropolitanske, kar je storil papež Inocenc VIII. leta 1492.

## Zgodovina
Večina stolnice v Valenciji je bila zgrajena med 13. in v 15. stoletju, zato je njen slog  predvsem gotski. Vendar pa je njena gradnja trajala stoletja.  Posledica je mešanica umetniških slogov od zgodnje romanike, renesanse, baroka in neoklasicizma.
Izkopavanja v sosednjem arheološkem nahajališču Almoina so odkrili ostanke antične stolnice Vizigotov, ki se je kasneje preoblikovala v mošejo. To je dokumentirano v evidencah nekaj desetletij po krščanski osvojitvi mesta (1238), mošeja-stolnica je ostala celo s koranskimi napisi na stenah do 22. junija 1262, ko je tedanji škof Andreu d'Albalat  rešen jo podreti in zgraditi novo stolnico v svojem mestu, po načrtih arhitekta Arnau Vidal. 
Kamni iz kamnolomov v sosednjih Burjassot in Godella so bili uporabljeni za gradnjo stolnice, pa tudi iz drugih, bolj oddaljenih kamnolomov, kot so Benidorm in Xabia, ki so prišli z ladjo.
Nekateri razlogi za enostavnost in treznosti stolnice so, da je bila zgrajena na hitro, da bi označili krščansko ozemlje proti muslimanom in da delo ni naročil kralj, temveč lokalna buržoazija.

## Arhitektura
Čeprav obstaja več slogov gradnje, je ta stolnica je v osnovi gotska stavba, v obliki latinskega križa s prečnima ladjama severno in južno in z osmerokotnim stolpom (cimbori) nad križanjem ladij, z ambulatorijem in poligonalno apsido.
Ta stolnica se je začela graditi ob koncu 13. stoletja (1270-1300) ob istem času, kot je bila mošeja porušena. Prvi del se je končal z ambulatorijem s svojimi osmimi kapelami in romanskimi vrati Almoina.
Med letoma 1300 in 1350 je bilo končano križanje ladij in njena zahodna stran do gotskih vrat apostolov. Trije od štirih odsekov ladje in transeptov so bili tudi zgrajeni. Stolp nad prehodom (cimbori ali osem-stranska kupola), se je začela graditi.
Stara kapiteljska hiša (danes kapela Sveti gral, 1356-1369), kjer so se sestajali kanoniki, da bi razpravljali o notranjih zadevah in Micalet (zvonik) (1381-1425), so bili sprva ločeni od ostale cerkve, sta pa v letu 1459 arhitekta Francesc Baldomar in Pere Compte razširila ladjo in transepte v nadaljnjem odseku, znanem kot Arcada Nova in končno združila tako kapiteljsko hišo kot Micalet s preostalim delom katedrale, s čimer sta dosegla 94 metrov v dolžino in 53,65 metra v širino.
Stoletja renesanse (15.-16. stoletje) je le malo vplivalo na arhitekturo stolnice, veliko več pa na njeno slikovno dekoracijo, kot je ta v glavnem oltarju in kiparsko dekoracijo, kot je ta v Kapeli vstajenja.
V času baroka je leta 1703 Nemec Konrad Rudolf zasnoval glavna vrata stolnice, znane kot železna vrata zaradi ograje iz litega železa, ki jih obdajajo. Zaradi vojne za špansko nasledstvo jih ni mogel končati in ta nalogo je padla na kiparja Francisco Vergara in Ignacio Vergara. Njihova konkavna oblika, ki povzroči edinstven in zaigran učinek perspektive, so bila izkrivljena v 20. stoletju, zaradi rušenja nekaterih sosednjih stavb, da bi razširili trg Plaça de la Reina.
Projekt za obnovo stavbe se je začel v zadnji tretjini 18. stoletja, katerega namen je bil zagotoviti enoten neoklasičen videz cerkve, ki se razlikuje od prvotnega gotskega sloga, ki se je nato obravnaval kot vulgarno delo. Dela se je začelo leta 1774, vodil ga je arhitekt Antoni Gilabert Fornés. Reorganizacija je vplivala tako na konstruktivne kot okrasne elemente: fiale zunaj so bile odstranjene, gotska zgradba prikrita s štukaturami in drugimi psevdo-klasičnimi elementi.
Leta 1931 je bila cerkev razglašena za zgodovinski in umetniški mejnik s strani španske vlade, vendar pa med špansko državljansko vojno požgana, kar je pomenilo, da je izgubila del svojih dekorativnih elementov. Kor (korna oprema), ki se je nahajal v osrednjem delu, je bil leta 1940 razstavljen in preseljen pod oltar. Orgle, ki so utrpele večjo škodo v vojni, niso nikoli obnovili.
Tudi v letu 1970 so hišo kanonikov, stavbe prizidane h kapelicam nasproti Micalet, porušili, da bi stolnica dobila svojo prejšnjo podobo in hkrati elemente z malo ali nič arhitekturne vrednosti odstranili.
Naloga odstranjevanja neoklasičnih elementov za povrnitev v prvotno gotsko podobo je bila izvedena leta 1972. Edini ohranjen neoklasični elementi je bila večina kapelic v ambulatoriju in v nekateri osamljeni elementi, kot so kipi ob bazi kupole (cimbori).
Po številnih restavracijah je stolnica trenutno v dobrem stanju ohranjenosti, predvsem po razstavi leta 1999 z imenom Slike luči.  Znova je bila razglašena za kulturni spomenik, tokrat s strani regionalne vlade Valencie (Consell de la Generalitat Valenciana)
- Pogled proti kupoli kapele Sv. keliha.
- Vzhodna fasada (Trg Almoina): Vrata Almoina in stolp transepta.
- Razgled iz Micaleta; vidni so latinski križ ladje, stolpiči (cimbori) v sredini transeptov.

## Sveta glasba
| Ime                                | Obdobje          | Dela |
| ---------------------------------- | ---------------- | --- |
| Juan Ginés Pérez                   | 1581-1595        | Ululate, Pastores (fragment) Retrobem la nostra música Imate težave s predvajanjem te datoteke? Glejte stran za pomoč .               |
| Ambrosio Cotes                     | 1596-1600        | Opera Varia. Gil-Tarrega, Victoria Musicae                                                                                            |
| Joan Baptista Comes                | --               | Magnificat 8 tono (fragment) Retrobem la nostra música Imate težave s predvajanjem te datoteke? Glejte stran za pomoč .               |
| Francesc Navarro                   | 1644-1650        | -- |
| Diego Pontac                       | 1650-1653        | -- |
| Urbán de Vargas                    | 1653-1656        | -- |
| Gracià Baban (c. 1620-1675)        | 1657-1675        | Passio Domini Nostri Jesu Christi (Motectum)                                                                                          |
| Josep Prades i Gallent (d. 1757)   | 1728-1757        | Convertimini ad me (Motectum) · |
| Vicent Rodríguez Monllor (d. 1760) | --               | -- |
| Juan Cuevas Perales (1782-1855)    | 1833-1855        | Gloria Patri (fragment iz Lauda Jerusalem ) La Llum Musical Xativina Imate težave s predvajanjem te datoteke? Glejte stran za pomoč . |
| Francesc Morera i Cots (1731-1793) | 1768-1793        | El misterio de la Fe (fragment) Espais de Llum Musical Imate težave s predvajanjem te datoteke? Glejte stran za pomoč .               |
| Pasijon v vernakularnem jeziku     | trenutno obdobje | sveti petni evangelij (fragment) Seu Valentina Imate težave s predvajanjem te datoteke? Glejte stran za pomoč .                       |